# Октябрське (Шортандинський район)
Октя́брське (каз. Октябрь) — село у складі Шортандинського району Акмолинської області Казахстану. Входить до складу Андрієвського сільського округу.
Населення — 245 осіб (2021; 319 у 2009, 463 у 1999, 591 у 1989).
Національний склад станом на 1989 рік:
- німці — 43 %;
- росіяни — 35 %.